# Hutton Soil
Hutton Soil var en civil parish 1866–1934 när det uppgick i Hutton, i grevskapet Cumbria i England. Parish var belägen 11 km från Penrith. Parish hade 346 invånare år 1931.